# Ian Barnes
Ian Barnes (* in Coventry) ist ein britischer Regisseur. Sein Kurzfilm Wish 143 wurde 2011 für den Oscar nominiert.

## Leben
Ian Barnes besuchte die Privatschule Bablake School in Coventry. Sein Regiedebüt gab er mit einer Episode der Dokumentarfilmserie Future Fantastic. Anschließend drehte er vor allem Episoden für verschiedene Fernsehserien, unter anderem für Grease Monkeys, Wildes Herz Afrika oder Skins – Hautnah. Von 2005 bis 2012 arbeitete er an der Dokumentarreihe I Shouldn’t Be Alive für Channel 4, die von Menschen in Extremsituationen handelt und in denen vorgeblich authentische Fälle nachgespielt werden. Neben der Regie war er auch als Produzent und Drehbuchautor aller 35 Episoden tätig.
Er drehte außerdem zwei Kurzfilme. Swing erschien 2002. Für den Kurzfilm Wish 143, der vor einem an Krebs erkrankten Teenager handelt, wurde er für den Oscar nominiert. Sein Film gewann den Zuschauerpreis des Palm Springs International ShortFest und den „Long Form Award“ des Rushes Soho Shorts Festival.

## Filmografie (Auswahl)
- 1996: Future Fantastic (Episode: Alien)
- 2002: Doctors (drei Episoden)
- 2002: Swing (Kurzfilm)
- 2003–2004: Grease Monkeys (6 Episoden)
- 2005–2011: Casuality (22 Episoden)
- 2005–2012: I Shouldn’t Be Alive (34 Episoden)
- 2009: Wish 143 (Kurzfilm)
- 2012: Skins – Hautnah (3 Episoden)